# Komárov (Bratislava)
Komárov (deutsch Muckendorf oder älter Mückendorf, ungarisch Szunyogdi) ist eine ehemalige Gemeinde und seit 1944 Teil von Podunajské Biskupice, das wiederum seit 1972 ein Stadtteil der slowakischen Hauptstadt Bratislava ist. Sie liegt im Nordwesten der Großen Schüttinsel, südlich der Kleinen Donau.

## Geschichte
| Jahr | Einwohner | Jahr | Einwohner |
| ---- | --------- | ---- | --------- |
| 1869 | 432       | 1910 | 532       |
| 1880 | 481       | 1921 | 615       |
| 1890 | 467       | 1930 | 719       |
| 1900 | 504       | -    | -         |

Der Ort wurde zum ersten Mal 1341 bei der Abgrenzung des Gemeindegebiets von Podunajské Biskupice als Zunyugd schriftlich erwähnt. Bis zum Ende des Feudalismus lag das Dorf im Herrschaftsgebiet des Erzbistums Gran. 1572 gab es 21 Siedlungen von Untertanen im Dorf. Während des Aufstands von Gábor Bethlen im Jahr 1620 kam es zu einer fast kompletten Entvölkerung, gegen Mitte des 17. Jahrhunderts ließen sich hier neue Kolonisten nieder.
Bis 1918 gehörte der im Komitat Pressburg liegende Ort zum Königreich Ungarn und kam danach zur Tschechoslowakei beziehungsweise heute Slowakei. Nach der Volkszählung 1921 wohnten 615 Einwohner in Komárov, davon 574 Magyaren und zwei Slowaken. Konfessionell war Komárov ein fast ausschließlich römisch-katholisches Dorf mit 606 Einwohnern, acht Einwohner bekannten sich zur Evangelischen Kirche A. B. und ein Einwohner zur reformierten Kirche.
Heute ist Komárov vollständig mit dem Stadtteil Podunajské Biskupice verschmolzen und ist keine eigene Verwaltungseinheit mehr. An den einstigen Dorf erinnert der Straßenname Komárovská an der Hauptstraße des Ortes. Die Dorfkirche des hl. Joseph aus dem Jahr 1640 steht heute an der Straße Kazanská, der einstige Dorffriedhof heißt immer noch Cintorín Komárov und ist auf der Straße Kvetinárska zu finden.

## Galerie

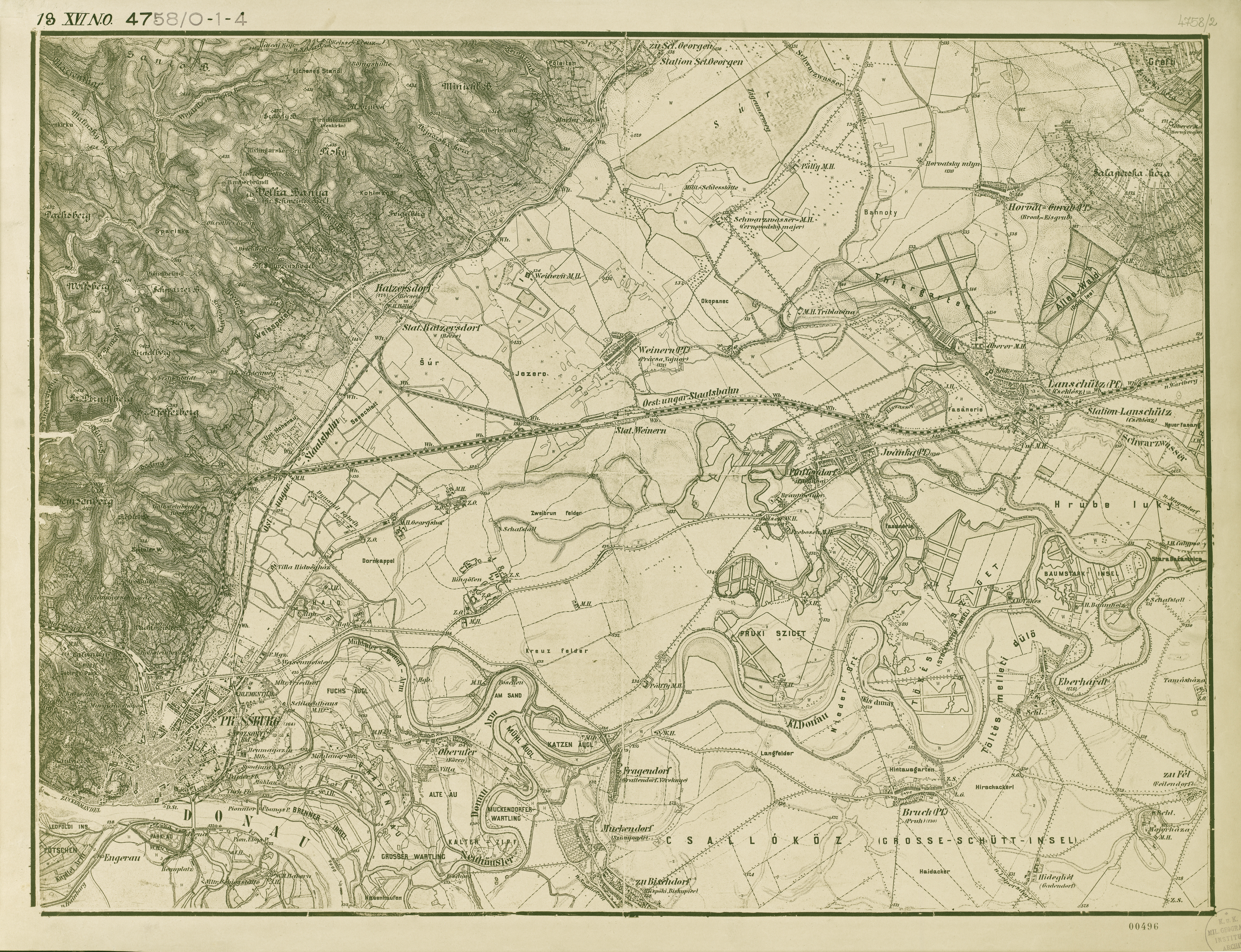
Aufnahmeblatt der Landesaufnahme (1883), Muckendorf in der Bildmitte unten
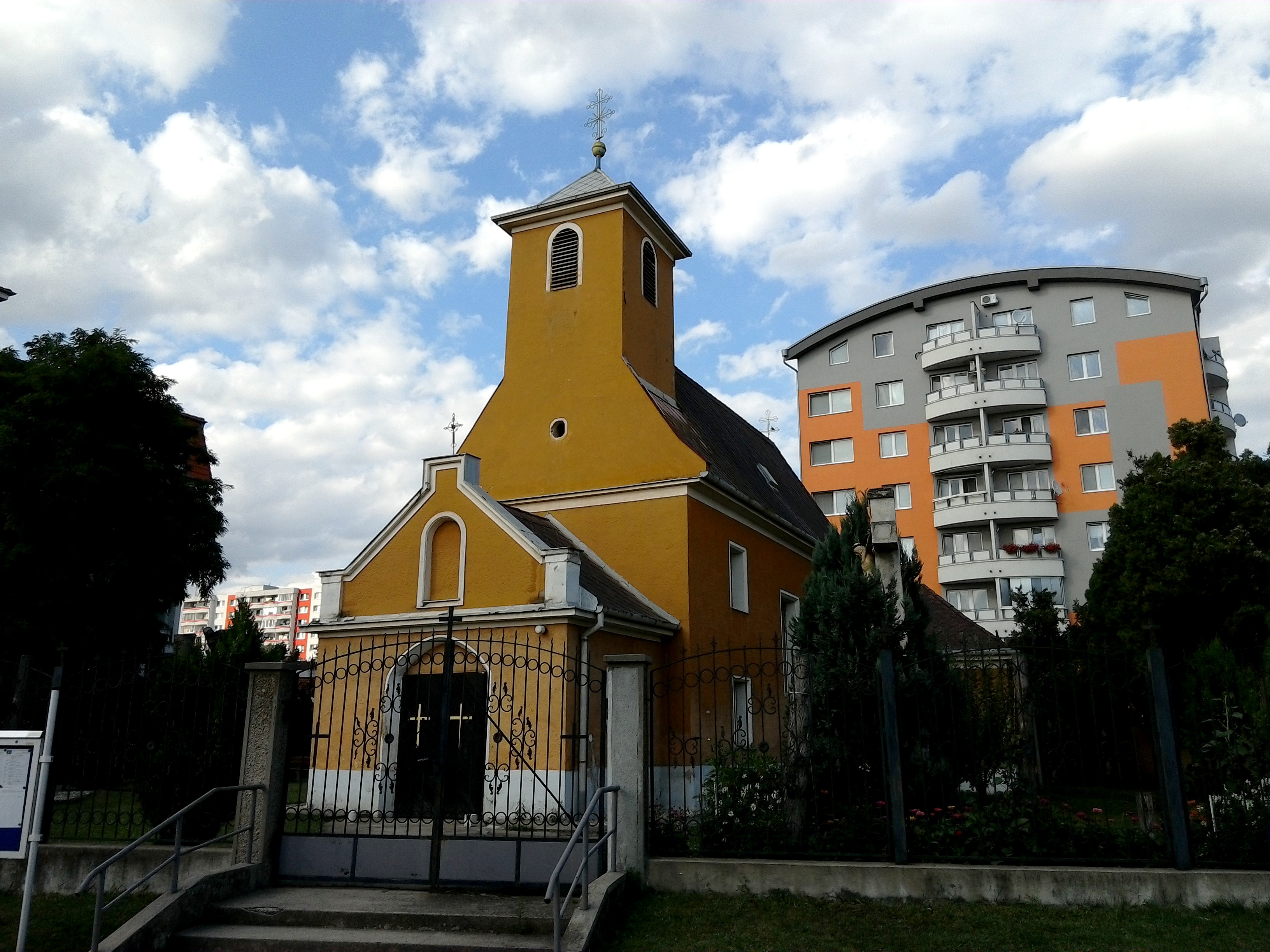
Römisch-katholische Kirche St. Joseph